# أبل تاسمان
آبَل يَنْسُون تَسْمَان (بالهولندية: Abel Janszoon Tasman) (حوالي 1603 – 1659) ملاح يعد الأعظم بين الملاحين الهولنديين، وهو مكتشف تسمانيا (التي سميت عليه) ونيوزيلندا وجزر تونغا وفيجي، وأول من أبحر حول أستراليا كان قد ولد في لوتييغاست في خروننغن حوالي 1603.
أرسل أنتوني فان ديمن الذي كان الحاكم الهولندي لجزر الهند الشرقية الهولندية (سومطرة، جاوة، الخ..) الرحالة تسمان سنة 1642م للقيام برحلة استكشافية يدور فيها حول أسفل القارة الأسترالية، ووضع خريطة مفصلة لها. فاكتشف الجزيرة المسماة اليوم تسمانيا، وقد أطلق عليها آنذاك أسم (أرض فان ديمن). وأكتشف تسمان أيضاً نيوزيلندا، وبعض جزر المجموعة المسماة فراندلي آيلاندز.

## مغامراته البحرية

### بداياته
في 1634 نراه في السجلات لأول مرة في جزر الهند الشرقية وأبحر من باتافيا (18 فبراير) إلى أمبوينا. وفي 30 ديسمبر 1636 أبحر من باتافيا إلى الوطن؛ ووصل في 1 أغسطس 1637 إلى هولندا؛ ثم بدأ رحلة عودته إلى الشرق في 15 أبريل 1638؛ وظهر ثانية في 11 أكتوبر 1638.

### رحلة شمال شرق الهادئ
وعند 2 يونيو 1639 أرسل تسمان سوية مع ماتياس كواست (ويعرف أيضا باسم ماثياس هندركسون)، من قبل أنتوني فان ديمن، الحاكم العام لجزر الهند الشرقية الهولندية الاسم القديم لإندونيسيا (1636 – 45)، على رأس رحلة بحرية إلى شمال غرب المحيط الهادي، بحثا عن جزر الذهب والفضة، التي يظن أنها في المحيط شرق اليابان. وفي هذه الرحلة زار تسمان وكواست الفلبين وحسنا معرفة الهولنديين عن ساحل لوزون الشرقي؛ واكتشفوا أيضا ورسموا خرائط لجزر مختلفة إلى الشمال وهي على ما يبدو أرخبيل بونين.
أبحر بعدها إلى الشمال والشرق في بحثه عن جزر المعادن الثمينة، تراوحوا حول بلا جدوى في شمال المحيط الهادي، وفي إحدى المرات اعتقدوا بأنهم على بعد 600 ميل هولندي شرق اليابان. بعد هذا استمرت الرحلة البحرية نحو الغرب بشكل ثابت تقريبا، لكن مع تغيرات خطوط العرض حيث وصلوا إلى ارتفاع 42 ° شمالا وأيضا بدون نجاح. وفي 15 أكتوبر الذي قرر الملاحون العودة، وبعد التوقف في اليابان، رسوا في حصن زيلانديا الهولندي في فرموزا (تايوان) في 24 نوفمبر 1639.

### رحلة الأرض الجنوبية العظيمة
بعد هذا انشغل تسمان في العمليات التجارية في البحار الهندية (حيث أبحر إلى فرموزا واليابان وكمبوديا وفلمبان، كقائد تجاري في خدمة شركة الهند الشرقية) حتى 1642، عندما بدأ أول حملة استكشافية نحو الأرض الجنوبية العظيمة. وكان قد خطط ونظم لها الحاكم فان ديمن، الذي اهتم بكل المخططات الهادفة لمد الإمبراطورية الاستعمارية الهولندية. وكان العديدون من الرحالة الهولنديين قد اكتشفوا أجزاء مختلفة من السواحل الشمالية والغربية لأستراليا (كما في أعوام 1605 – 06 ,1616، 1618 – 19، 1622, 1627 – 28 وغيرها)، لكن تسمان أظهر بأن هذه الأرض الجنوبية العظيمة لم تمتد أبعد من القطب الجنوبي، وأنها مطوقة كليا بالبحر ضمن حدود معتدلة نسبيا.
أبحر تسمان من باتافيا في 14 أغسطس 1642 بسفينتين هما هيمسكيرك Heemskerk وزيهاين Zeehaen، وزار موريتيوس (5 سبتمبر إلى 8 أكتوبر)، فأبحر أولا جنوبا ثم شرقا لسبعة أسابيع تقريبا، وفي 24 نوفمبر شاهد (في 42° 25 ' جنوبا كما قال) الأرض التي سماها أرض أنتوناي فان ديمن Anthoonij Van Diemen's landt على فان ديمن، وهي ما يسمى الآن بتسمانيا. وضاعف حجم الأرض في الخريطة، ومن الواضح أنه لم يدرك أنها كانت جزيرة، فتقدم عبر الشواطئ الجنوبية قبل أن يواجه عاصفة، ورسا في 1 ديسمبر في خليج فريدريك هنري، على ساحل شرقي تسمانيا (في 43° 10 ' جنوبا طبقا لحسابه) - وسماه على اسم الأمير فريدريك هنري أمير ناسو الذي كان وقتها رئيس الجمهورية الهولندية. وهناك أسس مركزا رفع فيه العلم الهولندي.
ترك أرض فان ديمن في 5 ديسمبر، ورحل شرقا إلى جزر سليمان، وفي 13 ديسمبر اكتشف (في 42° 10 ' جنوبا، كما حسب) «بلاد جبلية عالية» دعاها ستاتن لانت Staten landt (أو «أرض الولايات» (الهولندية)، وهي الآن نيوزيلندا). واعتقد تسمان ورجاله أن الأرض المكتشفة حديثا تشكل جزءا من القارة القطبية العظيمة كستاتن لاند الأخرى التي شاهدها شاوتن وليماير وسمياها والتي تقع شرق تييرا ديل فويغو. وانطلق إلى الشمال الشرقي على طول الساحل الغربي للجزيرة الجنوبية، ورسا في 18 ديسمبر في 40° 50 ' جنوبا في مدخل عريض والذي ظن أنه خليج رفيع (وقد كان مضيق كوك). وأعطاه اسم موردنارز Moordenaars (أو القتلة وسمي لاحقا خليج المذبحة)، حيث قتل عدة من رجاله من قبل السكان الأصليين (19 ديسمبر).
من خليج القتلة أبحر تسمان إلى الجنوب الشرقي على طول الشاطئ الجنوبي لمضيق كوك. ودخل خليج بلايند أو تسمان، ولكن لم يكتشف المدى الكامل للمضيق الذي يقسم نيوزيلندا إلى جزيرتين رئيسيتين. وعند عودته غربا تقدم إلى الجانب الغربي للجزيرة الشمالية، حتى وصل إلى الشمال الأقصى لنيوزيلندا في 4 يناير 1643، في 34° 35 ' جنوبا (في حساباته). من هناك ذهب إلى شمال شمال الشرق، في بادي الأمر كان ينوى أن يبقي على ذلك المسار ل30 خطا طوليا من الرأس الشمالي لنيوزيلندا. ومن 19 إلى 25 يناير، في 22° 35 '، 21° 20 '، و20° 15 ' جنوبا (بحسابات تسمان)، اكتشف جزرا مختلفة من أرخبيل تونغا أو الجزر الصديقة، خصوصا أمستردام وتونغاتابو وميدلبرغ (إيفا) وروتردام.
هنا تزودت السفن في الماء والمؤن، وهو ما لم يقوموا منذ تركهم لموريتيوس، وحط الطاقم على الشاطئ للمرة الأولى منذ تركهم أرض فان دايمن. واستكشفوا جزيرة روتردام مع بعض الحذر. من هناك قاد تسمان السفينة إلى الشمال الغربي، ووصل الجزء الشرقي من أرخبيل فيجي في 6 فبراير (في 17° 29 ' جنوبا بحسابه)، وسماها جزر الأمير وليام وضحال هيمسكيرك؛ وفي 22 مارس شاهد جزر أونتونغ جاوة (في 5° 2 ' جنوبا طبقا لتسمان، وفي 159° 30 شرقا بتقويم غرينيتش). وفي 1 أبريل كان قرب الحد الأقصى الشمالي الشرقي لأيرلندا الجديدة (نيو ميكلينبيرغ)، أخطأ في احتسابها كجزء من غينيا الجديدة، في 40° 30 ' جنوبا، من نقطة عرفها الإسبان باسم كابو سانتا ماريا.
من هناك ذهب غربا شمال أيرلندا الجديدة، وهانوفر الجديدة، بريطانيا الجديدة (والتي كان اسمها بوميرانيا الجديدة) و[غينيا الجديدة]. ووصل إلى لأقصى غرب غينيا الجديدة في 18 مايو؛ ورأى جزر شاوتن إلى جنوب مسار السفن في 12 مايو. كان مسار تسمان يقع بين غينيا الجديدة وهالماهيرا (غيلولو)، ثم أتى به المسار جنوبا إلى سيرام؛ ومر من خلال المضيق الضيق بين سيليبيس وبوتون في 27 مايو، ووصل إلى باتافيا في 15 يونيو 1643 بعد رحلة عشرة شهور.

### رحلة عام 1644
إن المواد المجموعة عن رحلة تسمان البحرية الثانية المهمة في 1644 هي ضئيلة جدا، لكننا نعرف بأنه أعطي أمرا للحصول على معرفة شاملة بأرض ستاتن وأرض فان دايمن، ولاكتشاف إن كانت غينيا الجديدة قارة مع زويدلاند العظيمة، أو منفصلة بالقنوات والجزر، وأيضا إن كانت أرض فان ديمن الجديدة هي نفس القارة مع هذين البلدين العظيمين أو متصلة مع أحدهما. وفي هذه الرحلة كان لدى تسمان ثلاث سفن تحت قيادته هي ليمن وزيميو (أو ميو) وبراك، وامتد مساره على طول الساحل الجنوبي الغربي لغينيا الجديدة؛ وأخطأ في المدخل الغربي لمضيق توريس فظن بأنها خليج، لكنه استكشف (وربما سمى) خليج كاربنتاريا، للمرة الأولى فقد رسم الشريط الساحلي لهذا الخليج الكبير بدقة عالية.

## آثار تسمان
مع أن تسمان قد سبقه يانس (1606) وكارستينز (1623) في استكشاف الشاطئ الشرقي للخليج ووصلوا إلى 17 ° جنوبا فقد استكشف تسمان معظم الشواطئ الجنوبية والغربية. ما بعد ذلك فقد استكشف السواحل الشمالية والغربية لأستراليا حتى 22 ° جنوبا، وأثبت اتصالية شواطئ القارة الجنوبية العظيمة؛ وتعطي مخططاته سبرا كاملا للساحل.
إنجازات تسمان استقبلت ببرود من قبل السلطات الاستعمارية الهولندية؛ لكن في 4 أكتوبر 1644 كافئوه برتبة القائد (وكان قد تمتع باستعمال اللقب كثيرا). وفي 2 نوفمبر 1644 جعل عضوا لمجلس العدالة في باتافيا. وكان عضو لجنة عينت في 18 أبريل 1645 لإعلان هدنة بين شركة الهند الشرقية الهولندية ونائب الملك في الهند البرتغالية. في 1647 ترأس أسطولا تجاريا إلى سيام، وفي 1648 أيضا ترأس أسطول حرب أرسل ضد الإسبان في الفلبين (15 مايو 1648 إلى يناير 1649). بحلول العام 1653 ترك خدمة الشركة، لكنه كان ما يزال يعيش على ما يبدو كأحد المواطنين الأغنى في باتافيا. وكتب وصيته في 10 أبريل 1657 ويبدو أنها سبقت موته بقليل، والذي يحتمل حدوثه قبل أكتوبر 1659 وبالتأكيد قبل 5 فبراير 1661.

## مخططات رحلاته
المخطط الأصلي لتسمان، والذي قام به بعد رحلة 1644 اكتشف وفي أملاك الأمير رولان بونابارت. قبل هذا الاكتشاف تم الاعتماد على نسخة ممتازة ترجع على الأغلب للعام 1687 صنعها النقيب توماس باوري (موجودة مع مخطوطات منوعة في المتحف البريطاني في لندن). وهو يعطي مسارات كلتا رحلتى 1642 – 43 و1644، وسبر المناطق عن الأخيرة. رئيس بلدية يدعى نيكولاس فيستن الذي اشتهر بكتاب Noord en Oost Tartarye (1705)، أبقى عنده سجلا قصيرا لبعض الملاحظات في رحلة تسمان البحرية عام 1644، بين خطوط العرض 13° 8 ' و19° 35 جنوبا (وتقريبا بين 129° 30 ' و120 ° جنوبا بمقياس غرينيتش). ترجمه للإنكليزية ألكساندر دالريمبل في كتابه بابوا. وذكر باسيل تومسون أن ذكرى زيارة تسمان إلى جزر تونغا ما زالت باقية حية إلى أصغر التفاصيل بين المواطنين.

## روابط خارجية
- أبل تاسمان على موقع الموسوعة البريطانية (الإنجليزية)
- أبل تاسمان على موقع إن إن دي بي (الإنجليزية)